# 栖霞市图书馆
栖霞市图书馆（又称栖霞图书馆，前称栖霞县图书馆）是一座位于中华人民共和国山东省烟台栖霞市的县级公共图书馆，是栖霞市人民政府设立的公益性文化事业单位，隶属于栖霞市文化和旅游局。成立于1985年，现有馆舍位于山城路88号，藏书量达12万册，是文化和旅游部评定的国家三级图书馆。
该馆曾因当地经济落后等原因难以发展，藏书量稀少；加上馆舍因筑路而不得不搬迁，一度没有固定馆舍，加上办公设施陈旧，甚至曾被笑话为“古物博物馆”。该馆通过各种方式，举办活动，筹集藏书，在发展状况上成效明显，有了起色。是2014年山东省古籍保护先进单位、2018年烟台市文明单位。

## 历史
清朝的乾隆、嘉庆时期，随着官方刻印图书的发展，栖霞一带的私人藏书逐渐发展起来，其中著名经学家郝懿行拥有超过万册的私人藏书。到了近代的1937年，栖霞县民众教育馆成立了“万有书库”，这是全县最早的图书馆，藏书达万余册，主要读者为中小学教师。1939年县城被日军攻占后，书库关闭，藏书散失。中华人民共和国建国以来，随着图书馆、室的普遍建立，县内图书收藏量迅速增加，全县图书馆、室总藏书在百万册左右。栖霞县图书馆就是在这一时期涌现出来的，它成立于1985年，当时藏书为31505册，并建有阅览室。该馆是烟台市内最后一个从文化馆内分离出来的县级图书馆，建馆初期一穷二白。在一番努力下，1990年该馆被山东省文化厅评为“先进图书馆”，并于1994年成为国家三级图书馆。
2008年，该馆因道路拓宽改造而搬迁馆舍，一度没有固定场馆。2010年，该馆设立“栖霞文库”，收藏栖霞地方文献和相关专著。2011年起，馆内实行免费开放，取消了除押金以外的一切收费项目，包括借书证工本费、年费、验证费等，同时实行一证通，持证读者可在馆内所有的开放窗口免费阅览、借书。同时简化办证手续，引入图书采编系统，实行计算机管理。2012年起常年开展“图书互换、知识共享”图书交换活动，并设立图书交换室。2013年12月成为烟台市古籍保护重点单位。2014年被评为山东省古籍保护先进单位。2015年，设立“栖霞市图书馆·尼山书院”，传播国学知识和国学经典。该馆之前一共经历过三次搬迁，2016年3月到4月，馆舍第四次搬迁到山城路88号（原环保局办公楼），4月1日开放。2018年8月28日，该馆被文化和旅游部评定为国家三级图书馆。2019年1月被评为2018年烟台市文明单位。

## 馆舍
目前的栖霞市图书馆馆舍位于山城路88号，于2016年4月启用，建筑面积2357.7平方米。馆舍开放时间是上午8:00至11:30及下午2:30至5:30（春、夏季）或2:00至5:00（秋、冬季），全年开放。馆内除古籍图书和部分工具书外，其他书报刊均实行全开架借阅，并将开架图书排架误差率控制在4%以下。馆内现有阅览座席128个，电子阅览室座席30个，文化讲堂座席30个，提供免费存包和免费开水。
馆内设有借阅室、报纸期刊阅览室、儿童阅览室、视障阅览室、老年阅览室、农民工阅览室、电子阅览室、图书交换室、文化讲堂、馆长办公室、栖霞文库、辞书方志室等部门。其中电子阅览室分两个，可凭读者证免费上网2小时。儿童阅览室、视障阅览室等都是针对不同年龄层，在新馆基础上而大力打造的，共有7个。
| 三楼 | 外借室 | 外借科   | 电子阅览室 (2) | 采编辅导科 | 栖霞文库   | 辞书方志室 | 阅览自习室 | 资料室     |              |
| 二楼 | 办公室 | 尼山书院 | 电子阅览室 (1) | 图书交换室 | 藏书保护科 | 文化讲堂   | 馆长办公室 | 义工办公室 | 副馆长办公室 |
| 一楼 | 服务台 | 借阅室   | 期刊阅览室     | 儿童阅览室 | 视障阅览室 | 期刊资料室 | 报纸资料室 | 老年阅览室 | 农民工阅览室 |

## 馆务

### 馆务概况
栖霞市图书馆是栖霞市人民政府设立的公益性文化事业单位，下设采编辅导科、外借科、阅览室、藏书保护科、信息资源科、办公室。该馆馆长为李玉光。2019年预算中财政拨款为188.11万元。
馆内办理读者证需缴纳100元押金，且外借图书不能超过30天，每超一天收取0.1元的滞纳金。每张读者证可借图书、期刊各两本，合计4本，总价值不能超过押金，可续借两次。另有“超级读者证”，缴纳200元押金办理，一次可借图书4册、期刊4册。

### 藏书概况
因栖霞市在山东省内经济比较落后，该馆购书经费不足，办公设施也陈旧落后，馆舍一度不固定，甚至被嘲笑为“古物博物馆”。2013年3月，该馆在全市范围内发动捐书活动，共收到30876册图书、期刊，其中1.3万册图书和少量期刊具有再利用价值。次年4月再次发动捐书活动，共收到30,461册图书、期刊、光盘，其中22,412册图书和少量期刊、光盘具有再利用价值。该馆用两次活动中收到的藏书中，抽六千册新建了6所“农家书屋”。目前，该馆藏书达12万册，其中中文普通图书有8.5万册，电子书2万余册；期刊七千多册，报纸合订本四千余册；地方文献3500多册，古籍书4300余册。

### 活动与数字服务
栖霞市图书馆·尼山书院内曾推出多个活动，如《用心悦读，用爱表达——破解中小学朗诵的瓶颈》的公益讲座、“爱我家乡声润栖霞”栖霞原创诗文诵读会等。馆内还开展过一些儿童阅读推广活动，吸引儿童走进图书馆。该馆设有一支志愿服务团队，共有志愿者100多名，其中注册志愿者70多名。下设阅读推广项目“快乐阅读”，该项目被认定为山东省基层文化志愿服务品牌项目。
2015年、2016年、2017年，该馆先后开通微信公众号、网上自助查询系统、新浪微博，并于2017年开通移动图书馆，购置电子图书和电子借阅机。该馆还提供数字图书和电子期刊、报纸的阅读服务。该馆的自动化网络系统建设在烟台市三级图书馆内居领先水平。

### 分馆概况
2010年，栖霞市图书馆在亭口镇上杏家村设立第一个村级“流动图书室”。截止2017年11月，已有17个村提出申请并成功设立村级“流动图书室”，而全市已设有“流动图书室”32个，每年流动图书10000余册次。此类流动图书室建设，促进了各村的安定团结，在文明建设中具有重要作用；且通过提供专业的资料，有力地促进了各村经济的发展。

## 争议
2014年3月，在“烟台市创建国家公共文化服务体系示范区工作任务分工表”中，栖霞市图书馆在“图书馆建设”一项指标内未达标。该指标要求“市、县两级图书馆达到部颁二级以上标准；公共图书馆人均占有藏书1册以上；市、县两级图书馆平均每册藏书年流通率1次以上；人均年增新书在0.04册次以上；人均到馆次数0.5次以上”，而栖霞市图书馆为国家三级图书馆，不符合这一标准。对此，烟台市方面在同月表示，将对不符合标准的场馆进行标准化建设提升，在硬件方面解决栖霞市图书馆不达标的问题。该馆在多方面进行努力，成效明显。据2017年的统计，2016年栖霞市民阅读量排名，第一名年度阅读量达160本，较2014年度的第一名增长40本；第十名2016年阅读量为110本，较2014年度的第十名增长90本。